# Dymerka
Dymerka (ukr. Димерка) – wieś na Ukrainie, w obwodzie czernihowskim, w rejonie czernihowskim, w hromadzie Kipti. W 2001 liczyła 162 mieszkańców, wśród których 159 wskazało jako ojczysty język ukraiński, a 3 rosyjski.